# Mark Calcavecchia
Mark John Calcavecchia (* 12. Juni 1960 in Laurel, Nebraska) ist ein US-amerikanischer Profigolfer der PGA Tour. Er gehört dem Kreis der Major-Sieger an.

## Werdegang
Der Sohn eines Bowlingcenter-Besitzers wurde nach dem Besuch der University of Florida im Jahr 1981 Berufsgolfer und stieß 1982 zur PGA TOUR.
Seinen größten Erfolg errang Calcavecchia 1989 mit dem Gewinn der Open Championship, nach Stechen mit den beiden Australiern Greg Norman und Wayne Grady. Insgesamt hat er bislang dreizehn Turniere der PGA TOUR gewinnen können und zahlreiche weitere weltweit.
Mark Calcavecchia stand viermal im Team der USA beim Ryder Cup und war einmal im Presidents Cup vertreten.
Mit seiner zweiten Frau Brenda, mit der er seit 2005 verheiratet ist, lebt er mit seinen zwei Kindern aus erster Ehe in West Palm Beach, Florida. Seine Frau ist eine der wenigen weiblichen Caddies und trägt ihm regelmäßig die Golftasche während der Turniere.

## PGA Tour Siege
- 1986: Southwest Golf Classic
- 1987: Honda Classic
- 1988: Bank of Boston Classic
- 1989: Phoenix Open, Nissan Los Angeles Open, The Open Championship
- 1992: Phoenix Open
- 1995: BellSouth Classic
- 1997: Greater Vancouver Open
- 1998: Honda Classic
- 2001: Phoenix Open
- 2005: Canadian Open
- 2007: PODS Championship

Major Championship fett gedruckt.

## Champions Tour Siege
- 2011: Boeing Classic
- 2012: Montreal Championship
- 2015: Principal Charity Classic

## Andere Turniersiege
- 1988: Australian Open
- 1993: Argentine Open
- 1995: Argentine Open, Franklin Templeton Shootout (USA, mit Steve Elkington)
- 1997: Subaru Sarazen World Open
- 1999: Diners Club Matches (mit Fred Couples)
- 2001: CVS Charity Classic (mit Nick Price), Hyundai Team Matches (mit Fred Couples) (beide USA)
- 2003: Wendy’s 3-Tour Challenge (mit John Daly und Peter Jacobsen)
- 2004: Maekyung Open (Südkorea)
- 2007: Merrill Lynch Shootout (mit Woody Austin)

## Teilnahme an Teambewerben
- Ryder Cup: 1987, 1989, 1991 (Sieger), 2002
- Presidents Cup: 1998
- Alfred Dunhill Cup: 1989 (Sieger), 1990
- Four Tours World Championship: 1987 (Sieger), 1989 (Sieger), 1990
- UBS Cup: 2001 (Sieger)

## Resultate bei Major Championships
| Tournament        | 1986 | 1987 | 1988 | 1989 |
| ----------------- | ---- | ---- | ---- | ---- |
| Masters           | DNP  | T17  | 2    | T31  |
| US Open           | 14   | T17  | T62  | T61  |
| Open Championship | DNP  | T11  | CUT  | 1    |
| PGA Championship  | DNP  | CUT  | T17  | DNP  |

| Tournament        | 1990 | 1991 | 1992 | 1993 | 1994 | 1995 | 1996 | 1997 | 1998 | 1999 |
| ----------------- | ---- | ---- | ---- | ---- | ---- | ---- | ---- | ---- | ---- | ---- |
| Masters           | T20  | T12  | T31  | T17  | CUT  | T41  | T15  | T17  | T16  | CUT  |
| US Open           | CUT  | T37  | T33  | T25  | CUT  | CUT  | CUT  | CUT  | CUT  | CUT  |
| Open Championship | CUT  | CUT  | T28  | T14  | T11  | T24  | T41  | T10  | T35  | CUT  |
| PGA Championship  | CUT  | T32  | T48  | T31  | CUT  | CUT  | T36  | T23  | T44  | T61  |

| Tournament        | 2000 | 2001 | 2002 | 2003 | 2004 | 2005 | 2006 | 2007 | 2008 | 2009 |
| ----------------- | ---- | ---- | ---- | ---- | ---- | ---- | ---- | ---- | ---- | ---- |
| Masters           | DNP  | T4   | CUT  | DNP  | DNP  | DNP  | CUT  | T20  | CUT  | DNP  |
| US Open           | DNP  | T24  | CUT  | T20  | T20  | DNP  | CUT  | DNP  | WD   | DNP  |
| Open Championship | T26  | T54  | T80  | CUT  | T11  | T60  | T41  | T23  | CUT  | T27  |
| PGA Championship  | T34  | T4   | 7    | T39  | DQ   | T70  | WD   | CUT  | T63  | DNP  |

| Tournament        | 2010 | 2011 | 2012 | 2013 | 2014 | 2015 |
| ----------------- | ---- | ---- | ---- | ---- | ---- | ---- |
| Masters           | DNP  | DNP  | DNP  | DNP  | DNP  | DNP  |
| US Open           | DNP  | DNP  | DNP  | DNP  | DNP  | DNP  |
| Open Championship | 73   | CUT  | T9   | CUT  | DNP  | CUT  |
| PGA Championship  | DNP  | DNP  | DNP  | DNP  | DNP  | DNP  |

DNP = nicht teilgenommen

DQ = disqualifiziert

CUT = Cut nicht geschafft

„T“ geteilte Platzierung

Grüner Hintergrund für Siege

Gelber Hintergrund für Top 10